# Lipotriches edirisinghei
Lipotriches edirisinghei là một loài Hymenoptera trong họ Halictidae. Loài này được Pauly mô tả khoa học năm 2006.